# Borøya (Tvedestrand)
Borøya (lokal auch Borøy geschrieben) ist eine norwegische Insel am Ende des Oksefjorden in der Gemeinde Tvedestrand im Bezirk Agder. Die Insel hat eine Fläche von 3,58 km² und hat in den Orten Borøykilen, Kjerringheia, Utgårdstrand und Snaresund eine etwas dichtere Besiedlung. Der höchste Punkt ist die Erhebung Rendalsfjell, 67 m über dem Meeresspiegel.
Die Insel hat 232 Einwohner.
Die ältesten schriftlichen Quellen schreiben den Namen Borøy meist mit einem „e“ in der ersten Silbe (etwa Berøy). Der erste Teil kann von nordisch „beri“ (Bär) oder „ber“ (Beere) stammen. Die Silbe Øy steht für das Wort Insel.

## Sandvika
Eines der Dörfer auf Borøya ist die, aus nur wenigen Häusern bestehende, Hafensiedlung Sandvikaⓘ (nicht zu verwechseln mit dem Sandvika nahe Oslo, welches interessanterweise eine vorgelagerte unbewohnte Insel namens Borøya hat).

Sandvika auf Borøya erlangte Berühmtheit als Nothafen für jenes Schiff, das im Juli 1839 den damals noch unbekannten Komponisten Richard Wagner vom ostpreußischen Pillau nach London bringen sollte.
Der kleine ostpreußische Frachtsegler Thetis wurde auf seiner Reise durch stürmische See vom Kurs abgebracht und der Kapitän rettete sich am 27. Juli (zusammen mit anderen schutzsuchenden Schiffen) in den Hafen von Sandvika. Wagner und seine Frau übernachteten als Pensionsgäste im Haus des, mit der Sloop Ceres auf See weilenden, Kapitäns Jens Jensen (1791–1842). Dieses recht große Haus wurde einst vom Schiffer Eyner Bjørnsen (1737–1789) erbaut und 1885 abgebrochen. Die Umrisse des Gebäudes sind heute noch zu sehen.
Beeindruckt von den Ereignissen dieser Schiffsreise schuf Wagner seine Oper Der fliegende Holländer. Auch das widerhallende Echo der rufenden und singenden Seeleute an der Sandvika gegenüber liegenden Erhebung Askeflu (Höhe 31 m) trug zu den Inspirationen bei. Der Ort Sandvika wird in dieser Oper auch namentlich erwähnt: „Sandwike ist’s, genau kenn‘ ich die Bucht“. Am Ankerplatz der Thetis, noch heute ein kleiner Hafen, befindet sich eine Tafel, die an die Notankerung des berühmten Besuchers erinnert.
Der Namensbestandteil Vik in Sandvika ist das norwegische Wort für Bucht.